# Cementiri d'Arbúcies
El Cementiri d'Arbúcies és una obra neoclàssica d'Arbúcies (Selva) inclosa a l'Inventari del Patrimoni Arquitectònic de Catalunya.

## Descripció
La majoria dels cementiris creats al llarg del segle xix i XX segueixen una mateixa estructura. És el cas també del cementiri d'Arbúcies, situat en l'extrem nord-est del nucli, als afores, en direcció Sant Hilari Sacalm.
La porta principal es troba a ran de carretera, situada en un mur revestit de pedres irregulars ajuntades amb ciment. Està emmarcada en blanc i presenta un arc rebaixat, la gran portalada és de ferro amb la decoració de dues creus en relleu a la part inferior. El mur no és recta sinó que fa ondulacions i els angles són arrebossats i pintats de blanc. Damunt de l'entrada, hi ha una part triangular on es disposen les lletres de ferro de “CEMENTIRI MUNICIPAL”. Per la part del darrere, a l'esquerra hi ha una altra entrada i un espai per als cotxes.
A l'interior, hi ha una escalinata central que va fent replans, des d'on es distribueixen els diferents carrers a banda i banda, esglaonats també a diferents nivells. Són cossos rectangulars plens de nínxols i coberts amb teula àrab. El parament és arrebossat i pintat de blanc. A la part de dalt, hi ha panteons de diferents estils que es troben arrenglarats en un dels passadissos.
També hi trobem la capella, amb entrada d'arc apuntat protegida amb reixa de ferro forjat.
Com a tots els cementiris, els xiprers són els arbres que envolten els diferents carrers.

## Història
Com molts dels cementiris municipals cal cercar el seu origen en la disposició reial de Carles III que a finals del segle xviii ordenava la construcció dels cementiris fora de les poblacions adduint raons higièniques i sanitàries. Però tot i aquesta disposició, la creació dels nous cementiris no es va generalitzar fins a la segona meitat del segle xix, i en algunes poblacions el segle xx.
Era comu en els cementiris de l'època tenir una mateixa estructura: un espai destinat a l'administració, una plaça per als carruatges/cotxes, un edifici destinat a dipòsit de cadàvers, una fossa comuna (per a les persones que no tenien nínxols ni panteó), parcel·les i nínxols particulars, una capella, un espai per a nonats, etc. La zona dels nínxols i els panteons sovint es resolia en un clos amb jardí.
La inauguració d'aquest cemnetiri es va fer l'any 1909.